# Поворот китайских рек

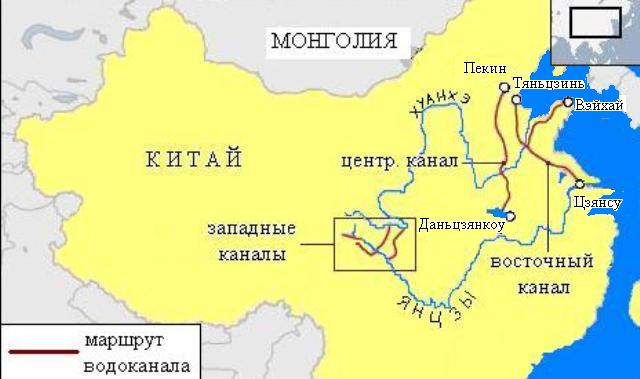

Поворот китайских рек — китайский проект по переброске вод реки Янцзы на север, в бассейны рек Хуанхэ и Хай. Стартовал в 2002 году. В соответствии с планом должно быть построено три канала длиной 1300 км каждый, по которым в северные засушливые части страны будут перебрасываться воды реки Янцзы. Климат на севере Китая гораздо более сухой, чем на юго-востоке, а Янцзы гораздо более полноводна, чем Хуанхэ и Хай. К тому же Янцзы регулярно вызывал сильные наводнения в низменных частях страны (до постройки каскада регулирующих ГЭС).
Стоимость реализации, по оценкам, составит от 59 до 500 млрд долларов. 
По состоянию на 2012 год было потрачено около 34 млрд; по оценке на начало 2014 года — потрачено более 79 млрд долл. 
Полностью должен быть запущен к 2030 году.
Проект вызвал неоднозначную реакцию общественности.

## Концепция проекта
Идея поворота вод с юга на север принадлежит основателю КНР Мао Цзэдуну, который обнародовал её ещё в 1952 году. После многолетних исследований было предложено три различных проекта реализации:
- восточный канал с использованием инфраструктуры Великого канала Китая
- центральный канал от верховий реки Ханьшуй (приток Янцзы) до Пекина и Тяньцзиня
- западный канал, расположенный в верхнем течении Янцзы, где расстояние между ней и Хуанхэ минимально

### Восточный канал
Проект Восточного канала состоит из модернизации Великого канала и будет использоваться для отвода части общего потока реки Янцзы в Северный Китай. По данным китайских гидрологов, весь сток Янцзы в точке его сброса в Восточно-Китайское море составляет в среднем 956 км³ в год; годовой сток не опускается ниже 600 км3 в год даже в самые сухие годы. По мере реализации проекта количество воды, направляемой на север, увеличится с 8,9 км³/год до 10,6-14,8 км3/год.
Вода из реки Янцзы будет поступать в канал в Цзянду, где в 1980-х годах была построена гигантская насосная станция мощностью 400 м³/с (12,6 млрд м3/год при непрерывной работе). Затем вода будет прокачиваться станциями вдоль Большого канала и через туннель под Хуанхэ и по водопроводу к водохранилищам возле Тяньцзиня. Строительство восточного канала началось официально 27 декабря 2002 года, и ожидалось, что к 2012 году вода достигнет Тяньцзиня. Однако, помимо задержек со строительством, на жизнеспособности канала сказалось загрязнение воды. 
Первоначально предполагалось, что маршрут будет обеспечивать водой провинции Шаньдун, Цзянсу и Хэбэй, а пробные операции начнутся в середине 2013 года. 
Вода начала поступать в Шаньдун в 2014 году, и ожидалось, что 1 миллиард кубометров будет перенесен в 2018 году. По состоянию на начало 2013 года не было установлено даты, когда вода достигнет Тяньцзиня. Ожидается, что Тяньцзинь будет получать 1 млрд м³/год. Ожидается, что восточный канал не будет снабжать Пекин, который будет снабжаться центральным каналом.
Завершенный канал будет иметь длину чуть более 1152 км и будет оснащен 23 насосными станциями мощностью 454 МВт.
Из-за топографии равнины Янцзы и Северно-Китайской равнины, насосные станции будут необходимы для подъема воды от Янцзы до перехода через Хуанхэ; дальше на север вода будет течь вниз в акведуке.
Важным элементом Восточного канала будет туннель, пересекающий Хуанхэ, на границе округов Дунпин и Донге провинции Шаньдун. Пересечение будет состоять из двух горизонтальных туннелей диаметром 9,3 м, расположенных на расстоянии 70 м под руслом реки Хуанхэ.
По состоянию на июнь 2020 года работала, поставляя южную воду на север, первая очередь восточной линии.

### Центральный канал
Центральный канал тянется от водохранилища Даньцзянкоу на реке Ханьшуй до Пекина. 
Канал располагается на Великой Китайской равнине, поэтому вода может течь к Пекину сама; главная инженерная задача — это сооружение тоннеля под рекой Хуанхэ.
Ожидалось, что вода из водохранилища Даньцзянкоу достигнет Пекина в 2008 году, а завершение всего проекта планировалось на 2010 год. Серьёзной проблемой являлось переселение около 250 тысяч человек, проживающих около водохранилища и по пути канала. Кроме того, около трети воды реки Ханьшуй уже отбирается другими проектами. 
Долгосрочным решением может быть ещё один канал для отвода воды от плотины Санься к водохранилищу Даньцзянкоу.
Канал был закончен с задержкой, из-за реализации дополнительных мер по защите окружающей среды. Открытие состоялось 12 декабря 2014 года.

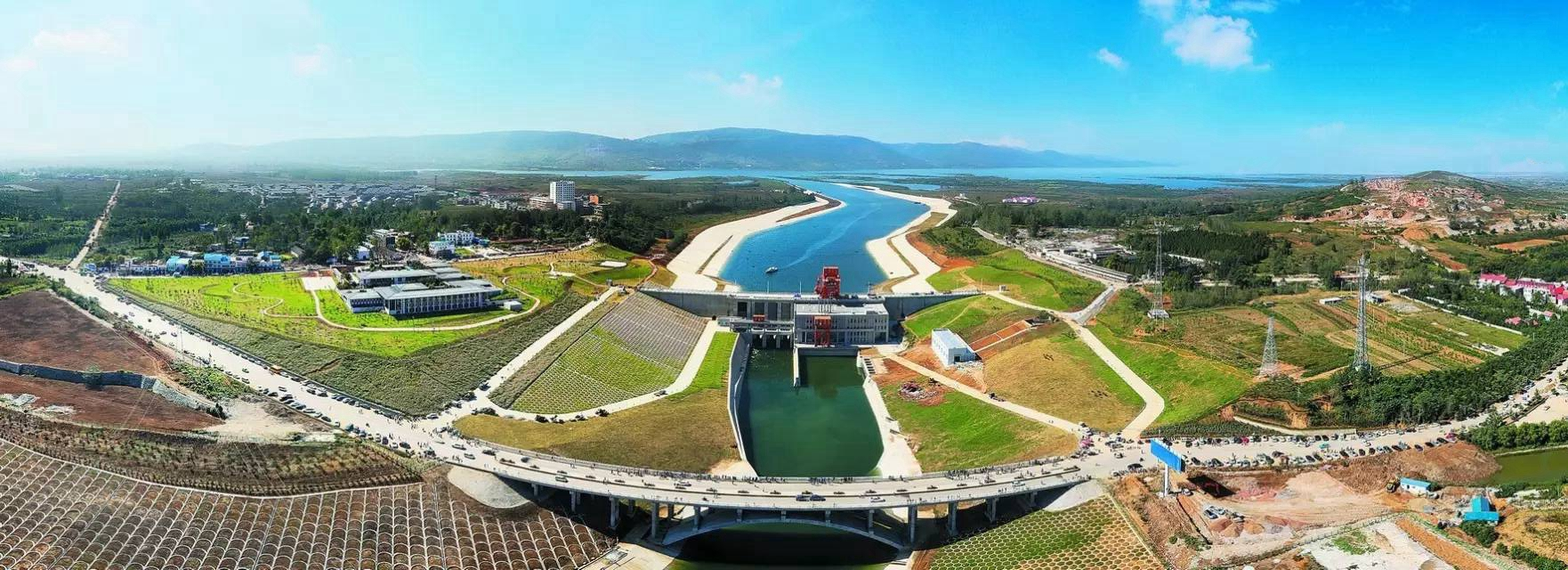
Стартовая точка центрального канала в провинции Сычуань

К июню 2020 года за 2000 дней функционирования центрального канала по нему было переброшено 30 млрд кубометров воды.

### Западный канал
Западный канал будет отводить воды верхнего течения Янцзы, а также рек Меконг и Салуин, в верховья Хуанхэ. 
Для переноса воды через водораздел необходимо будет построить огромные плотины и длинные тоннели.
Возможность строительства данного канала всё ещё исследуется, поэтому его реализация в ближайшее время не планируется. Кроме того, расположенные ниже по течению Меконга и Салуина страны (Мьянма, Таиланд, Лаос, Камбоджа и Вьетнам) протестуют против  подобного проекта.